# Pleiomeris canariensis
Pleiomeris canariensis är en viveväxtart som först beskrevs av Carl Ludwig von Willdenow, och fick sitt nu gällande namn av A. Dc. Pleiomeris canariensis ingår i släktet Pleiomeris och familjen viveväxter. Inga underarter finns listade i Catalogue of Life.

## Bildgalleri

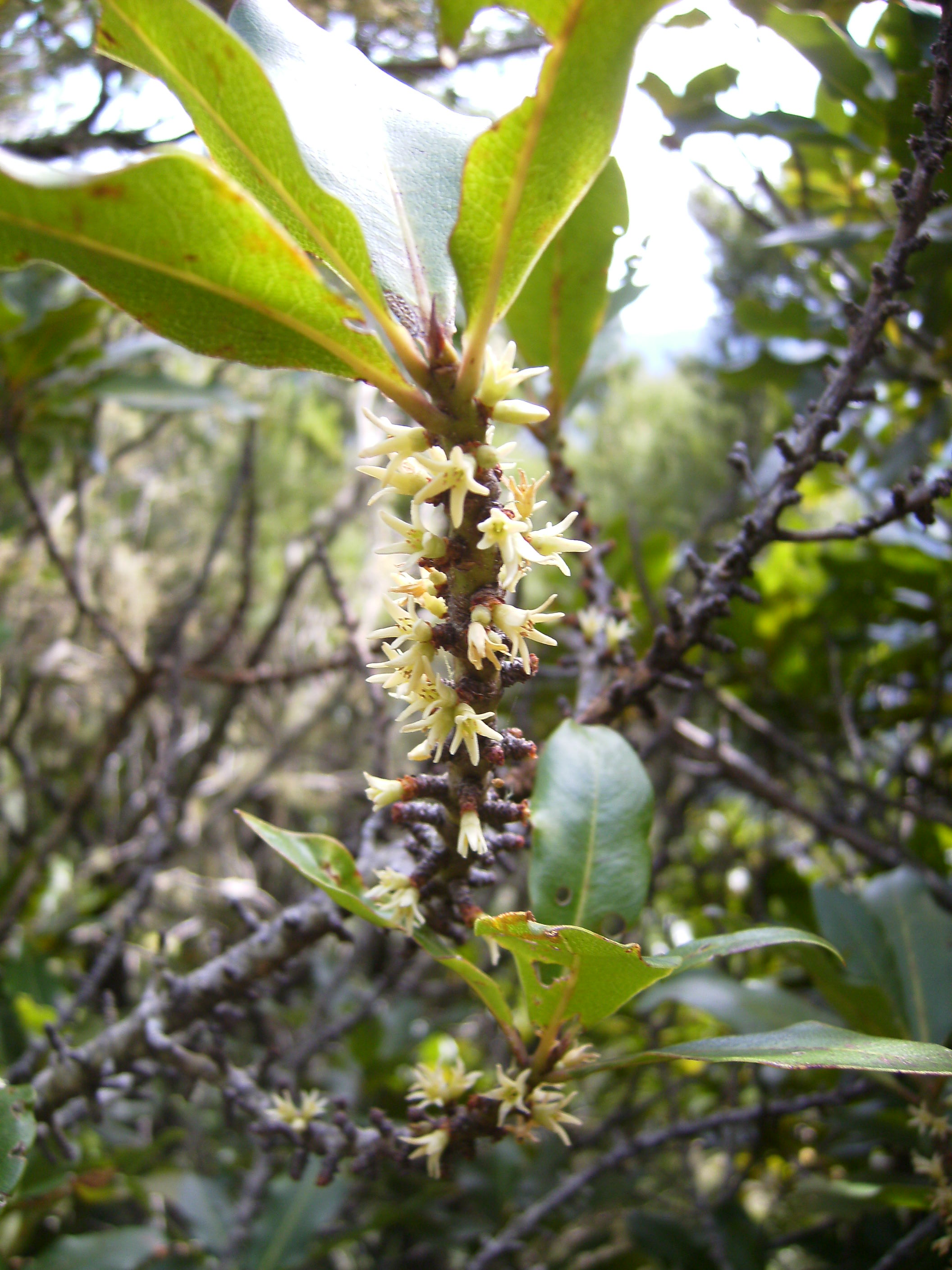
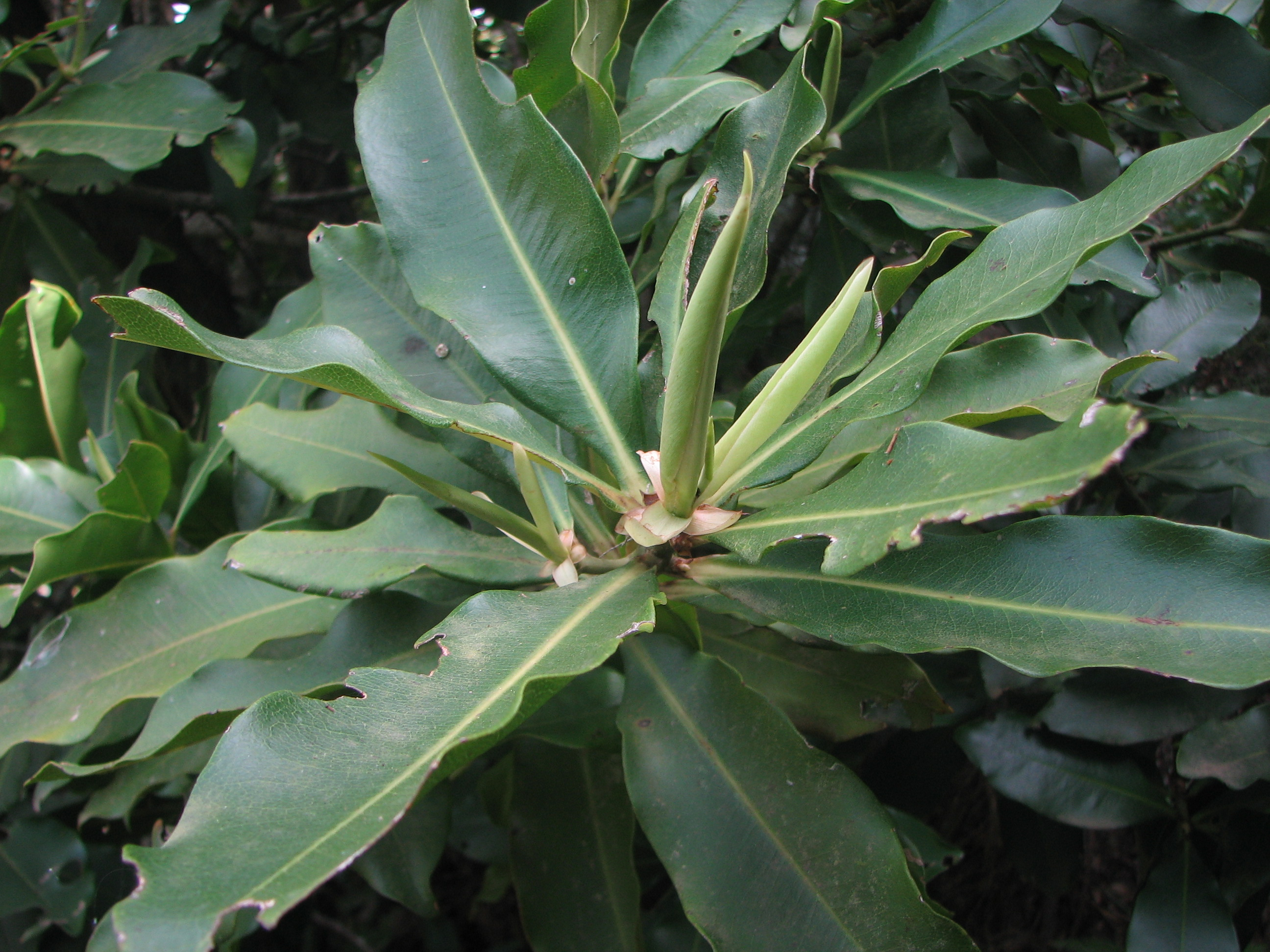